# جدول زمني لتعليم المرأة

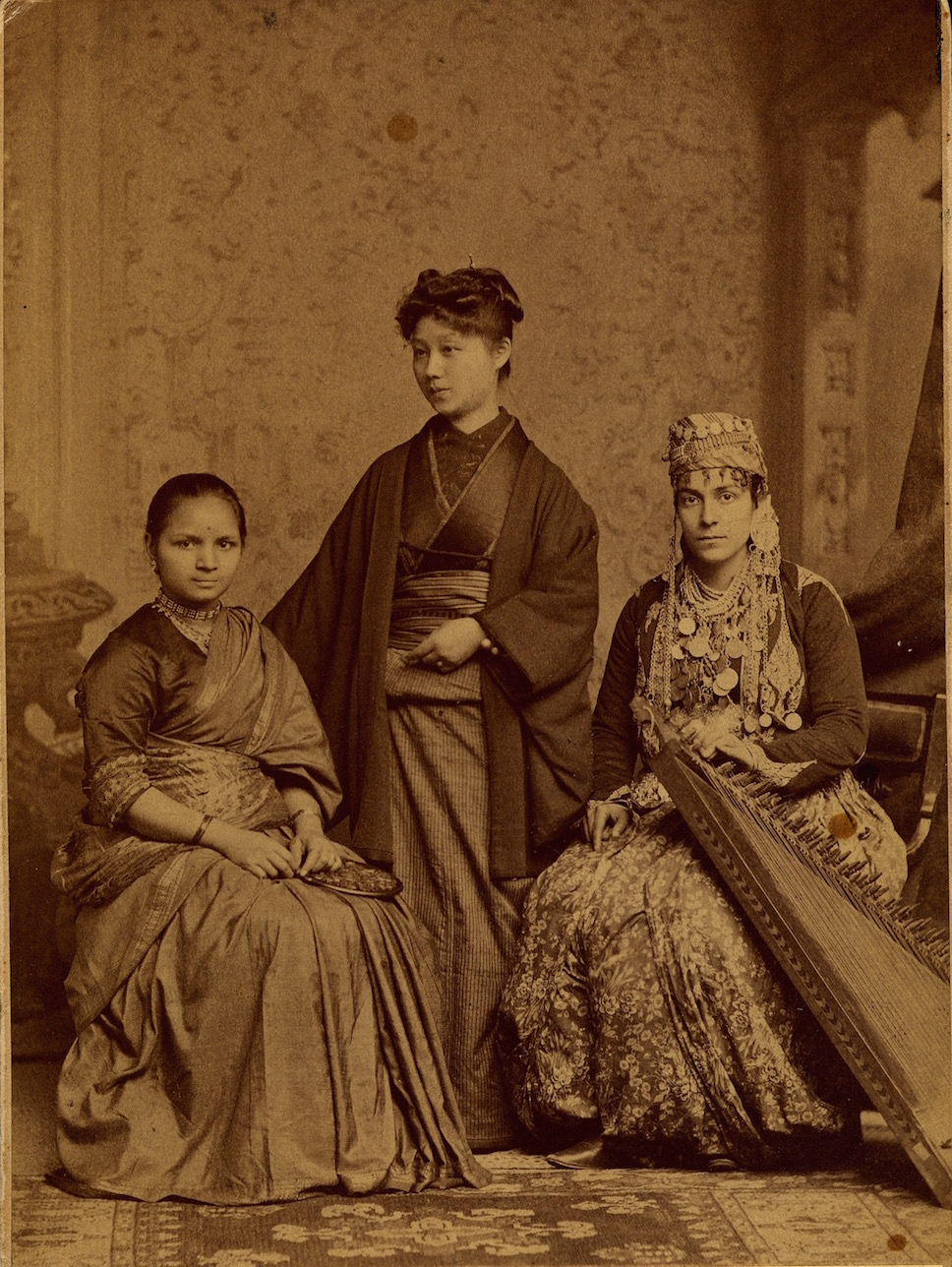
كلية طب بنسلفانيا للنساء في عام 1886: أنانديباي يوشي من الهند (على اليسار) مع كاي أوكاما من اليابان (في الوسط) وسابات إسلامبولي من سوريا (على اليمين). أكمل ثلاثتهم دراسة الطب كما أن ثلاثتهم كن أول من تحصلن على درجة جامعية غربية من بلدانهن.

تعرض هذه القائمة جدول زمني لتعليم المرأة.

## القرن السابع عشر
1608
- جوليانا موريل -امرأة اسبانية- تصبح أول امرأة تتحصل على درجة الدكتوراة -دكتوراة في القانون- وبالفعل أول امرأة تتحصل على أي درجة جامعية.[1][2]

1636
- الألمانية هولندية المنشأ آنا ماريا شورمان تدرس كأول طالبة أنثى في جامعة أوتريشت، هولندا.

1639
- مستعمرة أكاديا الفرنسية، التي كانت تضم في ذلك الوقت جزءا من مين، ضمت مدرسة داخلية بحلول عام 1639 والتي كانت موجهة نحو تعليم الفتيات. تأسست المدرسة في مدينة كويبيك ولا تزال تعمل حتى اليوم، على الرغم من أن هذا الجزء من كندا لم يعد يشمل جزء من مين كما كان يفعل سابقا.

1644
- السويد: أول طالبتين جامعيتين، أورسولا أجريكولا وماريا جوني بالمجرين.

1674
- في هذا العام كتب المطران كالديرون سانتياغو رسالة إلى الملكة الأم ماري آن ملكة إسبانيا بشأن الجهود الإسبانية في استعمار فلوريدا. في رسالته تضمن بعض الملاحظات حول حالة التعليم وقال: «إن الأطفال الذكور والإناث على حد سواء، يذهبون إلى الكنيسة في أيام العمل، إلى مدرسة دينية حيث يتم تعليمهم من قبل المعلمين الذين يطلقون على أنفسهم أثيكيون الكنيسة ؛ وهم أشخاص يعينهم الكهنة لهذه المهمة.»[3] هذا الوصف يشير إلى أن مستعمرات إسبانيا الجديدة كان بها مراكز لتعليم الإناث على الأقل بحلول عام 1600. إلا أنه ليس من الواضح إلى أي عام يعود هذا الأمر؛ قوانين عام 1512 في بورغوس، والتي كانت تعود إلى أكثر من مائة سنة في وقت سابق، لم تحدد ما إذا كانت التعليمات مخصصة للذكور فقط: حيث استخدمت كلمة hijos, والتي تعني أبناء، ولكن يمكن أن تشمل البنات إذا كن مختلطات مع الأولاد.

1678
- ايلينا كورنارو بيسكوبيا -امرأة ايطالية-  أصبحت أول امرأة تتحصل على درجة الدكتوراة في الفلسفة والتي تحصلت عليها من جامعة بدوا في إيطاليا.[4][5]

## القرن الثامن عشر
1727
- تأسست في عام 1727 بواسطة أخوات سانت أورسولا، أكاديمية نيو أورلينز، نيو أورلينز، هي أقدم مدرسة بنات ما زالت تعمل كما أنها أقدم مدرسة كاثوليكية في الولايات المتحدة. أخوات سانت أورسولا قمن بتأسيس هذه المدرسة انطلاقا من فكرة أن تعليم المرأة هو شئ أساسي لتطور مجتمع حضاري وعادل، وقد أثرت المدرسة على الثقافة والتعلم في نيو أورليانز من خلال توفير تعليم استثنائي من أجل النساء.

1732
- لورا باسي -امرأة ايطالية-  أصبحت أول امرأة رسميا تدرّس في جامعة أوروبية ( جامعة بولونيا في إيطاليا) ، و ثاني امرأة تتحصل على درجة الدكتوراة في الفلسفة.

1742
- فقط في عمر السادسة عشر، أنشأت الكونتيسة بينينا فون زينزيندورف أول مدرسة داخلية للبنات فقط في أمريكا، برعاية والدها الكونت نيكولاس فون زينزيندورف. في الأصل كانت تُعرف باسم مدرسة بيت لحم للإناث عند تأسيسها عام 1742 إلا أنها غيرت اسمها إلى مدرسة وكلية مورافيا  للنساء بحلول عام 1913. عام 1863 كان أهم عام في تاريخ المدرسة حيث اعترفت الدولة بلتقديم درجة البكالريوس.  ونتيجة لذلك، فإن الأغلبية يميلون إلى اعتبار مورافيا كأقدم—وإن لم تكن تعمل حتى الآن بسبب مشاكل الإدارة- مركز خاص بالإناث ومعهد للتعليم العالي في الولايات المتحدة.[6]

1751
- كريستينا روكاتي تصبح ثالث امرأة تنجح في الحصول على شهادة جامعية في إيطاليا.[7]

1783
- كلية واشنطن في شسترتاون، ماريلاند، تعين أول مدربين من النساء في أي كلية أو جامعة أمريكية: إليزابيث كاليستر بيل وسارة كاليستر – أعضاء عائلة بيل الشهيرة من الفنانين- حيث قاموا بتدريس الرسم .[8]

1786
- ظهور أولى المدارس الابتدائية والثانوية للبنات في روسيا.[9]

1788
- السويد: أورورا ليلينروث أصبحت أول امرأة تتخرج من كلية للدراسات العليا.

## القرن التاسع عشر

### 1800-1849
1803
- أكاديمية برادفورد في برادفورد، ماساتشوستس تصبح أول مؤسسة للتعليم العالي في قبول النساء في ولاية ماساتشوستس. تأسست كمؤسسة تعليمية مشتركة، ولكنها أصبحت حصرا للنساء في عام 1837.

1818
- الهند: المبشرون المسيحيون الغربيون يقومون بفتح أول مدرسة في الهند مفتوحة للفتيات.[10]

1822
- صربيا: سُمح للفتيات بحضور المدارس الابتدائية مع الأولاد حتى الصف الرابع.[11]

1823
- الأرجنتين: تكليف المجتمه الخيري من قبل الحكومة لإنشاء مدرسة ابتدائية للبنات (خاصة) والتحكم بها (استمروا في التحكم في مدارس البنات حتى عام 1876).[12]

1826
- تم افتتاح أول المدارس الثانوية العامة للبنات في نيويورك وبوسطن.[13]

1827
- البرازيل: افتتاح أول مدرسة ابتدائية للبنات ومدرسة مهنة المعلم .[14]

1829
- أول فحص عام لفتاة أمريكية في الهندسة .[15]

1830s
- السماح للمبشرين المسيحيين بفتح مدارس ابتدائية للبنات في مصر.[16]

1831
- كمؤسسة خاصة في عام 1831 ، كلية ميسيسيبي أصبحت أول كلية مختلطة في الولايات المتحدة تقوم بمنح شهادة إلى امرأة. في كانون الأول / ديسمبر 1831 منحت درجة إلى امرأتين، أليس روبنسون كاثرين هول.[17]

1834
- حصلت اليونان على تعليم إلزامي من رئيس وزراء التعليم للبنين والبنات على حد سواء، بالتوازي مع تأسيس أول ثانوية خاصة تعليمية للبنات مثل مدرسة أرساكيو.[18]

1834
- افتتاح أول مدرسة حديثة للبنات في إيران، أورميا.[19]

1837
- أكاديمية برادفورد في برادفورد، ماساتشوستس، وبسبب تراجع الالتحاق بالمدارس، أصبحت مؤسسة تعليم للنساء فقط.

1839
- أنشئت في عام 1836 ، كلية جورجيا للإناث في ماكون. فتحت أبوابها أمام الطلاب في 7 يناير 1839. وتعرف الآن باسم كلية ويسليان، كان أول كلية في العالم مهيئة خصيصا لمنح درجة البكالوريوس النساء.[20]

1841
- في بلغاريا أول مدرسة علمانية للبنات جعلت التعليم ومهنة المعلم متاحة للنساء.[21]

1842
- السويد تقرر الدراسة الإلزامية في المدرسة الابتدائية لكلا الجنسين.[22]

1844
- فنلندا: تأسيس مدرسة Svenska fruntimmersskolan i Åbo ومدرسة Svenska fruntimmersskolan i Helsingfors في هيلسينكي.

1847
- بلجيكا: تقرير المدرسة الابتدائية لكلا الجنسين
- كوستاريكا: أول مدرسة ثانوية للبنات، ومهنة المعلم أصبحت متاحة النساء.[23]

1849
- إليزابيث بلاكويل ، ولدت في إنجلترا، أصبحت أول امرأة لكسب شهادة الطب من جامعة أمريكية، كلية جنيف للطب في نيويورك.[24]
- افتتاح كلية بيدفورد في لندن كأول كلية للتعليم العالي للنساء في المملكة المتحدة.[25]
- الهند: التعليم الثانوي للبنات يصبح متاحا من قبل مؤسسة مدرسة بيتون.

## القرن العشرون
1900:
- مصر: تأسيس مدرسة للمدرسات في القاهرة.[26]
- اليابان: أول جامعة للإناث.[27]

## القرن الحادي والعشرون
2008–2009:
الولايات المتحدة: لأول مرة تتحصل النساء على جائزة درجة الدكتوراة في أمريكا.
2013:
السعودية: الحكومة السعودية تسمح بالرياضات في مدارس البنات الخاصة لأول مرة.